# Warren Kidd
Warren Lynn Kidd (Harpersville, 9 settembre 1970) è un ex cestista statunitense, professionista nella NBA, in Italia e in Spagna.